# E585 (Ecuador)
De E585 of Vía Colectora Y de Pasaje-Piñas-Y de Zaracay (Verzamelweg Y de Pasaje-Piñas-Y de Zaracay) is een secundaire nationale weg in Ecuador. De weg loopt van Machala naar Zaracay en is ongeveer 50 kilometer lang. 